# Irma Sara Seelig
Irma Sara Seelig (Homberg, 9 mei 1916-?) was een Duits-Joodse vrouw, ze was tijdens de Tweede Wereldoorlog lid van verzetsgroep CS-6. Ze verraadde later een aantal leden van de groep aan de Sicherheitsdienst.
Ze was verloofd met Leo Frijda, ook lid van CS-6.
In 1943 werd ze opgepakt en voor een ultimatum gesteld: of ze zou worden omgebracht, of ze moest infiltrant worden. Seelig koos voor het laatste. Onder andere Truus van Lier werd door haar toedoen gearresteerd.

In 1948 werd ze veroordeeld tot 12 jaar gevangenis voor haar rol in de oorlog. Ze ging in beroep tegen de uitspraak maar het beroep werd door de Bijzondere Raad van Casatie in 1949 verworpen. Ze werd in 1952 vrijgelaten.